# Live at Somerset house
Live at Somerset House (también conocido como Moms & dads of the world be patient with your children) es un concierto en vivo de Snow Patrol. Grabado el 8 de agosto de 2004 en el Somerset House en Londres, Inglaterra.
El concierto contiene los temas One night is not enough, An olive grove facing the sea y Black & blue de su segundo álbum When it's all over we still have to clear up, You are my joy y el B-Side Post punk progression. Las demás pistas son de su exitoso álbum Final straw.
También fue lanzada una edición de DVD con material adicional, el cual incluye un Tour japonés, videos musicales y Tour E.U.A.

## Vídeos del DVD
- 01 Wow
- 02 Gleaming auction
- 03 Spitting games
- 04 One night is not enough
- 05 How to be dead
- 06 You are my joy
- 07 Chocolate
- 08 An olive grove facing the sea
- 09 Same
- 10 Somewhere a clock in ticking
- 11 Ways and means
- 12 Run
- 13 Black & blue
- 14 Post punk progression
- 15 Tiny little fractures

### Bonus features
- 01 Japanese tour diary
- 02 4 Play Home
- 03 Run (Music video)
- 04 Spitting games (Music video)
- 05 Chocolate (Music video)
- 06 Teenage kicks (Live in Japan)
- 07 US Tour Footage

- Datos: Q609746